# Nights in Manhattan
| Recensione | Giudizio |
| ---------- | -------- |
| AllMusic   |          |

Nights In Manhattan è un album dal vivo di Iain Matthews, pubblicato dall'etichetta Taxim Records nel 1991.

## Tracce

### CD
1. On Squirrel Hill – 3:31 (Jules Shear)
2. Keep on Sailing – 4:45 (Iain Matthews)
3. Man in Station – 4:48 (John Martyn)
4. Alive Alone – 4:14 (Jules Shear)
5. Seven Bridges Road – 4:24 (Steve Young)
6. Except for a Tear – 5:35 (Jules Shear)
7. Reno Nevada – 4:36 (Richard Fariña)
8. Woodstock – 3:16 (Joni Mitchell)
9. Shadows Break – 5:00 (Jules Shear)
10. Following Every Finger – 4:22 (Jules Shear)
11. Meet on the Ledge – 3:39 (Richard Thompson)
12. Standing Still – 6:10 (Jules Shear)

## Formazione
- Iain Matthews – voce, chitarra
- Mark Hallman – chitarra, voce
- Craig Negoescu – tastiere, sequenced percussion, voce [2]